# I vinterträdgården
I vinterträdgården (franska: Dans la serre) är en oljemålning av den franske konstnären Édouard Manet från 1878–1879. Den ingår sedan 1896 i Alte Nationalgaleries samlingar i Berlin. 
Målningen porträtteras paret Guillemet som var vänner till Manet och drev en modebutik på Rue Saint-Honoré i Paris. De är avmålade i en vinterträdgård på Rue d'Amsterdam som då innehades av den svenske konstnären Georg von Rosen. På samma plats och vid ungefär samma tidpunkt avmålade Manet också sin hustru Suzanne Manet. Den målningen, Madame Manet i vinterträdgården, är idag utställd på Nasjonalmuseet i Oslo.
I vinterträdgården ställdes ut 1879 på Parissalongen. Vid konstnärens död såldes den av änkan till Jean-Baptiste Faure. År 1896 förmedlade Paul Durand-Ruel målningen via Hugo von Tschudi till Alte Nationalgalerie. Det var därmed den första målning av Manet som förvärvades av ett museum.
Ett liknande verk av Manet är Chez le Père Lathuille som målades senare samma år. Till skillnad från I vinterträdgården finns där en tydlig interaktion mellan de porträtterade.

## Relaterade målningar

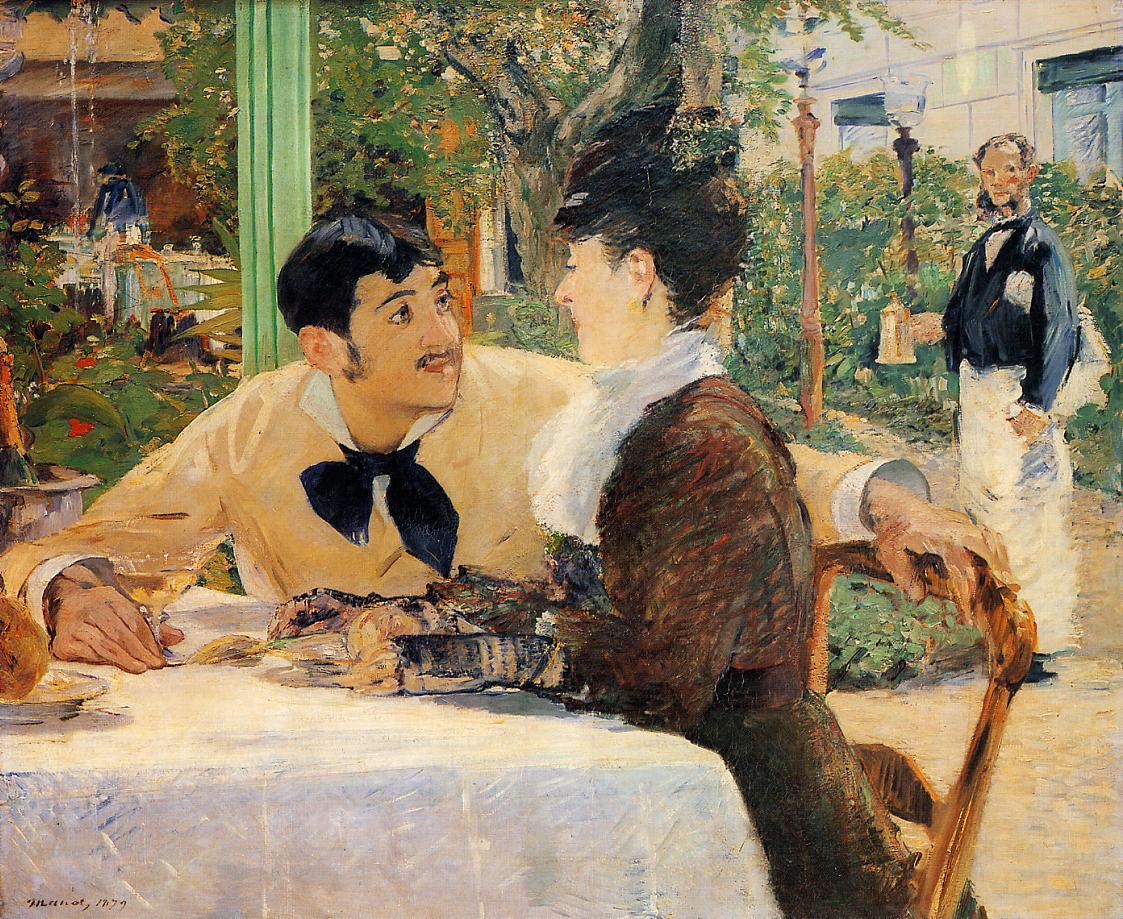
Manets Chez le Père Lathuille (1879), Musée des Beaux-Arts Tournai.
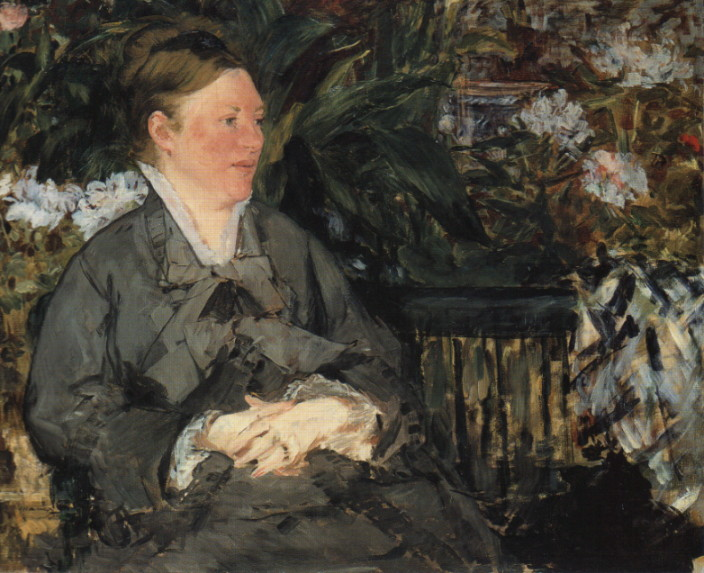
Manets Madame Manet i vinterträdgården (1879), Nasjonalmuseet.